# Anna Bazhutova
Anna Bazhutova (en ruso: Анна Бажутова; c. 1993), conocida en Twitch como YokoBovich, es una streamer rusa. Bazhutova fue detenida en 2023 y posteriormente fue sentenciada a cinco años y medio de cárcel por compartir testimonios de la masacre de Bucha en Ucrania en su canal de Twitch. La asociación Memorial la ha clasificado como una prisionera política.

## Detención
En abril de 2022, Bazhutova realizó una transmisión en directo en Twitch que incluía a testigos de la masacre de Bucha, ocurrida durante la invasión rusa de Ucrania, y residentes de la ciudad. En junio de 2023, Los blogueros rusos favorables a la guerra republicaron la transmisión y denunciaron a la streamer ante autoridades rusas. Dos meses después de la denuncia, la policía registró el domicilio de Buzhutova y confiscó sus dispositivos electrónicos personales.
El 5 de junio de 2024, el Tribunal del Distrito de Ostánkinsky declaró a Anna culpable de «difundir información falsa» sobre el ejército ruso y la sentenció a cinco años y medio de cárcel. La defensa de Bazhutova declaró que apelaría la decisión.

## Persecución de la libertad de expresión
La asociación Memorial la ha clasificado como una prisionera política, declarando que su caso viola el derecho a la libertad de expresión y busca silenciar a los críticos de la guerra en Rusia.
Según la BBC, las leyes que también se aplicaron en el caso de Anna Bazhutova «apuntan a derechos básicos como la libertad de expresión y la libertad de reunión, aunque están consagrados en la constitución rusa. El carácter represivo de los castigos, a menudo desproporcionados con respecto al delito, se remonta a los métodos de la antigua Unión Soviética».